# Nagroda Literacka Prezydenta Miasta Białegostoku im. Wiesława Kazaneckiego
Nagroda Literacka Prezydenta Miasta Białegostoku im. Wiesława Kazaneckiego – nagroda za najlepszą książkę autora związanego z Białymstokiem albo autora, którego twórczość dotyczy Białegostoku. Po raz pierwszy przyznana w 1992 roku za rok 1991.  W 2019 pojawiła się nowa kategoria: najlepszy ogólnopolski poetycki debiut roku.

## Laureaci

### 1991-2018
- 1991 – Jan Leończuk, Zawołaj raz jeszcze ciemnym wierszem, Krajowa Agencja Wydawnicza[1]
- 1992 – Anna Markowa, Coraz mniej[2]
- 1993 – dwa równorzędne wyróżnienia
  - Jerzy Binkowski, Głosy z pustyni, Oficyna Wydawnicza WOAK[3]
  - Mieczysław Czajkowski, Jerozolimskie ślady, Epifania[4]
- 1994 – Elżbieta Kozłowska-Świątkowska, Rozmowa, Wydawnictwo ŁUK[5]
- 1995 – trzy równorzędne wyróżnienia
  - Anna Markowa, Moja piękna ciemnowłosa, Oficyna Wydawnicza Twoja Książka[6]
  - Anna Sołbut, Jak Eurydyka, Związek Literatów Polskich[7]
  - Janina Kozak-Pajkert, Rozmowy, Oficyna Wydawnicza WOAK[8]
- 1996 – trzy równorzędne wyróżnienia
  - Jan Leończuk, Zapiśnik[9]
  - Janina Kozak-Pajkert, Fabuły bezsenne, Oficyna Wydawnicza WOAK[10]
  - Wiesław Szymański, Podróż na wschód, Wydawnictwo Assunta[11]
- 1997 – trzy równorzędne wyróżnienia
  - Janusz Niczyporowicz, Kraina proroków, Wydawnictwo Orthdruk[12]
  - Krystyna Konecka, Cisza, Wydawnictwo Łuk[13]
  - Roman Czepe, Vincent - mój brat, Oficyna Wydawnicza MAZD[14]
- 1998 – dwa równorzędne wyróżnienia
  - Waldemar Smaszcz, Słowo poetyckie Karola Wojtyły, Instytut Wydawniczy PAX[15]
  - Jerzy Plutowicz, Kotlina. Wybór wierszy[16]
- 1999 – dwa równorzędne wyróżnienia
  - Elżbieta Kozłowska-Świątkowska, Do tego domu przychodzę tylko we śnie..., Wydawnictwo Łuk[17]
  - Elżbieta Michalska, Tu jest tu, tam jest tam, Wojewódzka Biblioteka Publiczna im. Ł. Górnickiego[18]
- 2000 – Katarzyna Ewa Zdanowicz, Szkliwo, Wydawnictwo Biblioteka Kartek[19]
- 2001 – dwa równorzędne wyróżnienia
  - Małgorzata Sochoń, Liryki domowe, Wydawnictwo WOAK[20]
  - Anna Markowa, Długożywie, Wydawnictwo Trans Humana[21]
- 2002 – dwa równorzędne wyróżnienia
  - Edward Redliński, Transformejszen, czyli jak golonka z hamburgerem tańcowała. Reportaż optymistyczny, Wydawnictwo Muza[22]
  - Jerzy Plutowicz, Zapomniana wojna (Europa po deszczu), Wydawnictwo Charaktery[23]
- 2003 – Krzysztof Gedroyć, Listy z dolnego miasta, Wydawnictwo Charaktery[24]
- 2004 – Włodzimierz Pawluczuk, Judasz, Fundacja Sąsiedzi[25]
- 2005 – Marta Cywińska, Skrzydła nad Transylwanią, ENETEIA Wydawnictwo Szkolenia[26]
- 2006 – dwa równorzędne wyróżnienia
  - Jerzy Plutowicz, Nagle, w świecie, Wyższa Szkoła Administracji Publicznej im. Stanisława Staszica[27]
  - Małgorzata Dobkowska, Azymut, Wydawnictwo Prymat[28]
- 2007 – dwa równorzędne wyróżnienia
  - Ignacy Karpowicz, Nowy kwiat cesarza, Państwowy Instytut Wydawniczy[29]
  - Szymon Hołownia, Tabletki z krzyżykiem, Wydawnictwo Znak[30]
- 2008 – Ignacy Karpowicz, Gesty, Wydawnictwo Literackie[31]
- 2009 – Teresa Radziewicz, Lewa strona, Stowarzyszenie Literackie im. K.K. Baczyńskiego[32]
- 2010 – dwa równorzędne wyróżnienia
  - Ignacy Karpowicz, Balladyny i romanse, Wydawnictwo Literackie[33]
  - Jan Leończuk, za całokształt twórczości, z uwzględnieniem wyboru wierszy Zadziwienia (Wydawnictwo Prymat)[34]
- 2011 – dwa równorzędne wyróżnienia
  - Michał Androsiuk, Biały koń, CEOP-B[35]
  - Jan Kamiński, Książka Meldunkowa, Fundacja Sąsiedzi[36]
- 2012 – Krzysztof Gedroyć, Piwonia, niemowa, głosy, Wydawnictwo Nowy Świat[37]
- 2013 – dwa równorzędne wyróżnienia
  - Jan Kamiński, Czas Budzika, Fundacja Sąsiedzi[38]
  - Ignacy Karpowicz, Ości, Wydawnictwo Literackie[39]
- 2014 – Piotr Nesterowicz, Cudowna, Wydawnictwo Dowody na Istnienie[40]
- 2015 – dwa równorzędne wyróżnienia
  - Michał Książek, Droga 816, Fundacja Sąsiedzi[41]
  - Jerzy Plutowicz, za całokształt dotychczasowej twórczości, z uwzględnieniem książki Jesień 2014 (Fundacja Sąsiedzi)[42]
- 2016 – Aneta Prymaka-Oniszk, Bieżeństwo 1915. Zapomniani Uchodźcy, Wydawnictwo Czarne[43]
- 2017 – dwa równorzędne wyróżnienia
  - Mira Łuksza, za całokształt dotychczasowej twórczości, z uwzględnieniem książki Rodosłów, Wydawnictwo IBIS[44]
  - Anna Kamińska, Białowieża szeptem. Historie z Puszczy Białowieskiej, Wydawnictwo Literackie[45]
- 2018 – dwa równorzędne wyróżnienia
  - Krzysztof Czyżewski, Żegaryszki (Wydawnictwo Pogranicze), z uwzględnieniem całokształtu dotychczasowej twórczości[46]
  - Piotr Janicki, tom bez tytułu, tzw. "psia książka", Wydawnictwo J[47]

### od 2019
2019
Książka roku – Agnieszka Pajączkowska, Wędrowny zakład fotograficzny, Wydawnictwo Czarne
Debiut poetycki roku – Nina Manel, Transparty, Biuro Literackie
2020
Książka roku – Piotr Janicki i Adam Kaczanowski, Spis treści, Wydawnictwo Warstwy
Debiut poetycki roku – Joanna Bociąg, Boję się o ostatnią kobietę, Dom Literatury w Łodzi, Stowarzyszenie Pisarzy Polskich Oddział w Łodzi
2021
Książka roku – dwa równorzędne wyróżnienia
- Andrzej Stasiuk, Przewóz, Wydawnictwo Czarne
- Justyna Kulikowska, gift. z Podlasia, Wojewódzka Biblioteka Publiczna i Centrum Animacji Kultury w Poznaniu

Debiut poetycki roku – Marta Stachniałek, polski wrap, Wojewódzka Biblioteka Publiczna i Centrum Animacji Kultury w Poznaniu
2022
Książka roku – Marcin Mokry, Żywe linie nowe usta, Biuro Literackie
Debiut poetycki roku – Anouk Herman, Right into pod tramwaj, Instytut Literatury
2023
Książka roku – dwa równorzędne wyróżnienia
- Mikołaj Grynberg, Jezus umarł w Polsce, Wydawnictwo Agora
- Justyna Kulikowska, Obóz zabaw, Wojewódzka Biblioteka Publiczna i Centrum Animacji Kultury w Poznaniu

Debiut poetycki roku – Joanna Łępicka, Zeszyt ćwiczeń, Biuro Literackie
2024
Książka roku – Natalka Suszczyńska, Chipsy dla gości, Wydawnictwo Ha!art
Debiut poetycki roku – Sonia Nowacka, Saros, Wydawnictwo Convivo

## Nominacje
2019
Książka roku
- Agnieszka Pajączkowska, Wędrowny zakład fotograficzny, Wydawnictwo Czarne
- Grzegorz Sobaszek, Wszystkojedność, Wydawnictwo Szafa
- Natalka Suszczyńska, Dropie, Korporacja Ha!art

Debiut poetycki roku
- Magdalena Kicińska, Środki transportu, Wydawnictwo Literackie
- Nina Manel, Transparty, Biuro Literackie
- Juliusz Pielichowski, Czarny organizm, Instytut Mikołowski
- Przemysław Suchanecki, Wtracenie, Biuro Literackie
- Tomasz Ważny, Godzina wychowawcza, Wydawnictwo j

2020
Książka roku
- Julia Fiedorczuk, Pod słońcem, Wydawnictwo Literackie
- Piotr Janicki i Adam Kaczanowski, Spis treści, Wydawnictwo Warstwy
- Krystyna Konecka, Kruchość. Sonetti a corona, Polski Fundusz Wydawniczy w Kanadzie

Debiut poetycki roku
- Joanna Bociąg, Boję się o ostatnią kobietę, Dom Literatury w Łodzi, Stowarzyszenie Pisarzy Polskich Oddział w Łodzi
- Katarzyna Szweda, Bosorka, Biuro Literackie
- Aleksander Trojanowski, Parkingi podziemne jako miasta spotkań, Biuro Literackie
- Aleksandra Wstecz, Kwiaty Rozłączki, Korporacja Ha!art

2021
Książka roku
- Ignacy Karpowicz, Cicho, cichutko, Wydawnictwo Literackie
- Justyna Kulikowska, gift. z Podlasia, Wojewódzka Biblioteka Publiczna i Centrum Animacji Kultury w Poznaniu
- Andrzej Stasiuk, Przewóz, Wydawnictwo Czarne

Debiut poetycki roku
- Przemysław Górecki, Różowy flaming, Wojewódzka Biblioteka Publiczna i Centrum Animacji Kultury w Poznaniu
- Kinga Skwira, Wszystko już było dotykane, Wojewódzka Biblioteka Publiczna i Centrum Animacji Kultury w Poznaniu
- Marta Stachniałek, polski wrap, Wojewódzka Biblioteka Publiczna i Centrum Animacji Kultury w Poznaniu

2022
Książka roku
- Paweł Gorszewski, Uczulenia, Wydawnictwo FORMA
- Marcin Mokry, Żywe linie nowe usta, Biuro Literackie

Debiut poetycki roku
- Anouk Herman, Right into pod tramwaj, Instytut Literatury
- Julek Rosiński, streszczenie pieśni, Biuro Literackie
- Jakub Sęczyk, Święta pracy, Stowarzyszenie Pisarzy Polskich Oddział w Łodzi, Instytut Literatury
- Paweł Stasiewicz, Oprawa skórzana, Klub Integracji Twórczych "Stowarzyszenie Żywych Poetów", Wydawnictwo papierwdole

2023
Książka roku
- Mikołaj Grynberg, Jezus umarł w Polsce, Wydawnictwo Agora
- Justyna Kulikowska, Obóz zabaw, Wojewódzka Biblioteka Publiczna i Centrum Animacji Kultury w Poznaniu
- Elżbieta Michalska i Katarzyna Zdanowicz, Sejpak, Fundacja Sąsiedzi
- Jacek Świdziński, Festiwal, Kultura Gniewu

Debiut poetycki roku
- Karolina Kapusta, fuzja bordo, Biuro Literackie
- Joanna Łępicka, Zeszyt ćwiczeń, Biuro Literackie
- Mateusz Szymczyk, Potrzebne źródła, Dom Literatury w Łodzi, Stowarzyszenie Pisarzy Polskich Oddział w Łodzi

2024
Książka roku
- Aneta Prymaka-Oniszk, Kamienie musiały polecieć. Wymazywana przeszłość Podlasia, Wydawnictwo Czarne
- Katarzyna Roman-Rawska, Zaśnięcie Anisy. Opowieść o polskich starowierach, Wydawnictwo Czarne
- Natalka Suszczyńska, Chipsy dla gości, Wydawnictwo Ha!art

Debiut poetycki roku
- Aleksandra Górecka, Reguła trzech, Biuro Literackie
- Sonia Nowacka, Saros, Wydawnictwo Convivo
- Rafał Wawrzyńczyk, Dziecko na głowie króla, Wydawnictwo j